# 竜山石採石遺跡

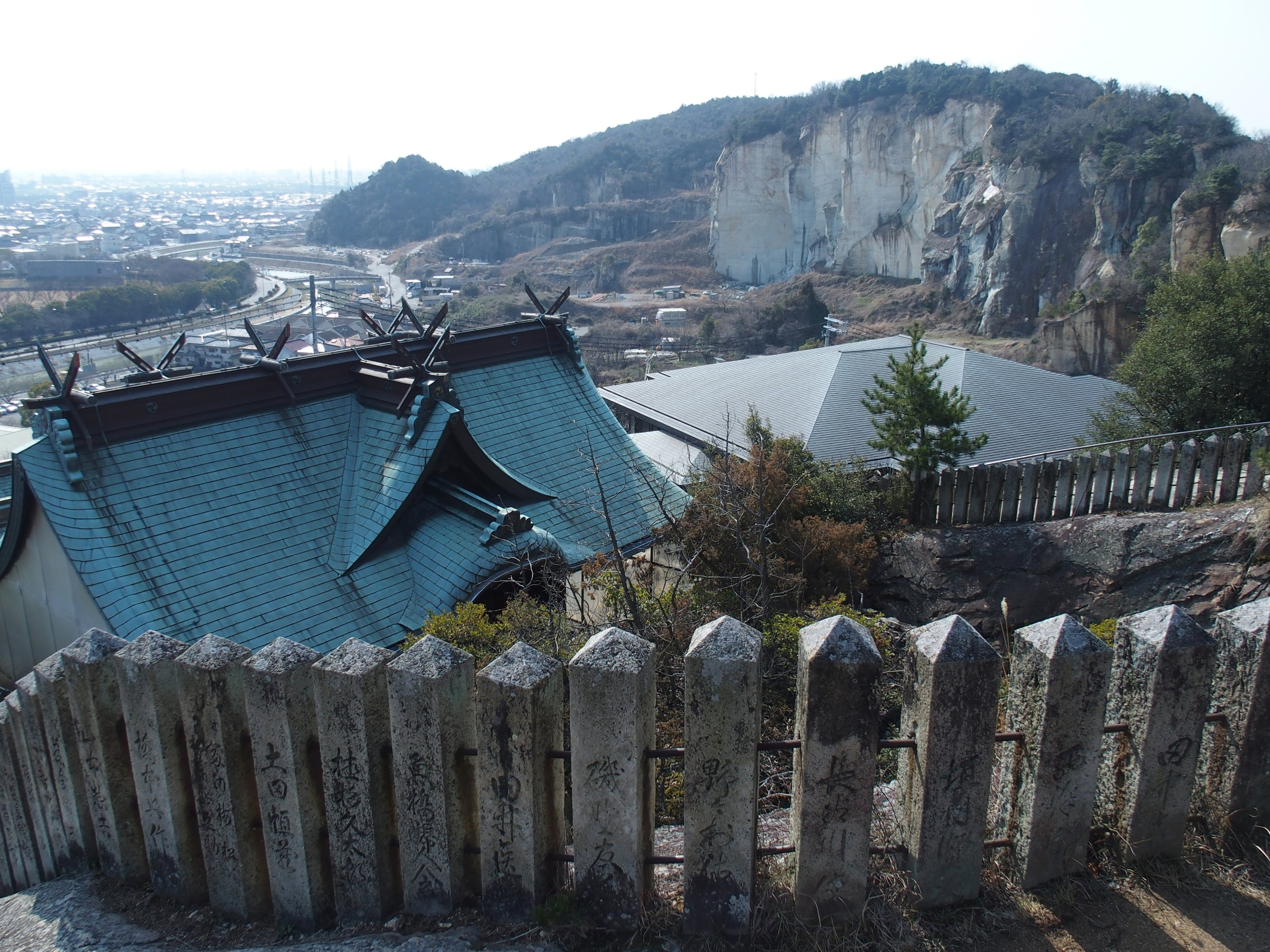
石の宝殿及び竜山石採石遺跡

竜山石採石遺跡（たつやまいし さいせきいせき）は、兵庫県高砂市に位置する遺跡である。約200m離れた石の宝殿とともに国の史跡に指定されている。

## 概要
古墳時代から現代に至るまでの約1700年間、高砂市内で産出されている石材・竜山石（たつやまいし）を採石した形跡が見られる、総面積67万平方メートル、162か所におよぶ遺構である。このうち、竜山（たつやま）と宝殿山（ほうでんやま）にまたがる約11万平方メートル、31か所については、2014年（平成26年）10月6日に、「石の宝殿及び竜山石採石遺跡（いしのほうでん および たつやまいしさいせきいせき）」として、他の史跡群と一緒に、国の史跡に一括指定された。古代以前の採石遺跡としては、初の国指定の史跡である。

### 竜山石
竜山石は、加古川下流右岸の宝殿層から産する石材。従来は凝灰岩の一種である流紋岩質溶結凝灰岩とされていたが近年の調査研究により、約1億年前の白亜紀後期の火山活動によりカルデラ湖底に噴出したマグマが湖水によって急速に冷却、破砕されてできた流紋岩質の水中自破砕溶岩（ハイアロクラスタイト）であると特定されている。石材としては、加工に適した柔らかさに持つ反面、十分な強度と粘りを有し、耐火性にも優れる。色調は本来は淡緑色であるが酸化による色調変化があり、石材としては青、黃、赤系統の色がある。宝殿石とも呼ばれる。
採石場の近くを流れる法華山谷川（洗川）からの舟運で西日本各地に運ばれ、時代を問わず建築物や石仏等に利用された。古墳時代中後期の大仙陵古墳（仁徳天皇陵）石棺、長持形石棺・家形石棺、奈良時代の平城宮および恭仁宮の礎石、飛鳥大仏の台座、姫路城の多くの石垣、近現代では皇居吹上御苑御所、国会議事堂のほか、旧造幣寮貨幣鋳造所、三井住友銀行大阪本店ビル（旧 住友ビルディング）、名古屋市公会堂の外壁が知られる。道標の石材として使用された事例も知られる。また一般住宅の塀や門柱に使用されている。墓石や石碑としても硬い御影石の加工が容易になるまで多用されていた。
文化財修復用の石材としても利用される。姫路城の石垣、鳥取藩主池田家墓所の玉垣、山本能楽堂などが知られる。